# Flavigny-sur-Moselle

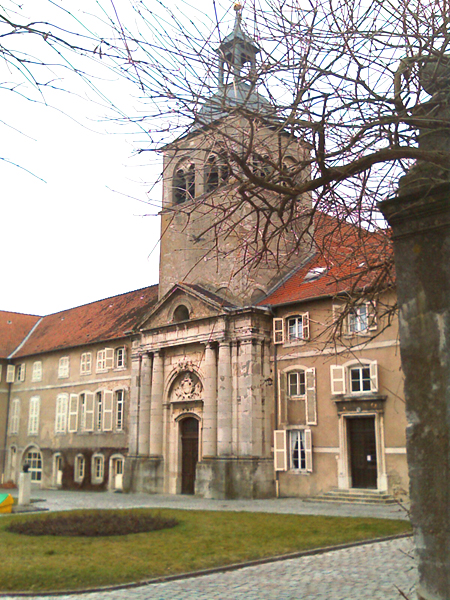
Klasztor rzymskokatolicki (2008)

Flavigny-sur-Moselle – miejscowość i gmina we Francji, w regionie Grand Est, w departamencie Meurthe i Mozela.
Według danych na rok 1990 gminę zamieszkiwało 1609 osób, a gęstość zaludnienia wynosiła 93 osoby/km² (wśród 2335 gmin Lotaryngii Flavigny-sur-Moselle plasuje się na 260. miejscu pod względem liczby ludności, natomiast pod względem powierzchni na miejscu 255.).

## Populacja

Populacja Flavigny-sur-Moselle w latach 1962–2008